# Cryptocanthon humidus
Cryptocanthon humidus är en skalbaggsart som beskrevs av Henry Fuller Howden 1973. Cryptocanthon humidus ingår i släktet Cryptocanthon och familjen bladhorningar. Inga underarter finns listade i Catalogue of Life.